# Caudiès-de-Conflent
Caudiès-de-Conflent (catalansk: Caudiers de Conflent) er en by og kommune i departementet Pyrénées-Orientales i Sydfrankrig.

## Geografi
Caudiès-de-Conflent ligger i Capcir 81 km vest for Perpignan. Nærmeste byer er mod syd Formiguères (4 km) og mod nord Puyvalador (4 km).

## Demografi

### Udvikling i folketal
| 1962                                                              | 1968 | 1975 | 1982 | 1990 | 1999 | 2007 | 2013 | 2017 |
| ----------------------------------------------------------------- | ---- | ---- | ---- | ---- | ---- | ---- | ---- | ---- |
| 8                                                                 | 5    | 6    | 2    | 2    | 6    | 12   | 16   | 17   |
| Tal fra og med 1962 er uden dobbelttælling (sans doubles comptes) |      |      |      |      |      |      |      |      |